# Стенделоун
Стендело́ун (англ. Standalone film) — фільм, що не має жодного зв'язку з іншими фільмами. До 2000-х років звичним було виробництво стенделоунів без планів на сиквели. Термін «стенделоун» у кіно з'явився, коли звичним стало виробництво сиквелів, спін-оффів та франшиз.

## Типи стенделоунів

### Стенделоун
У канонічному розумінні «стенделоун» — це фільм, який не є частиною будь-якої франшизи. Прикладами класичних стенделоунів є фільми Шосте відчуття, Втеча з Шоушенка, Початок.

### Стенделоун-сиквел
Якщо події фільму відбуваються у тому самому всесвіті, що й події його попередника, але при цьому фільм має власний сюжет і може бути зрозумілим без ознайомлення із більш ранніми фільмами та не потребує додаткового пояснення деталей цього всесвіту, такий фільм називають стенделоун-сиквел. Прикладом стенделоун-сиквела є фільми Зоряний шлях 2: Гнів Хана та Пірати Карибського моря: На дивних берегах.

### Стенделоун-відгалуження
Стенделоун-відгалуження (або стенделоун-спін-оф чи просто спін-оф) — фільм, що розширює певний вигаданий Всесвіт, проте не впливає на події в основній серії фільмів. Прикладом стенделоунів-відгалужень є цикл Антологія Зоряних війн. Також стенделоун-відгалуження може бути зав'язаним на другорядному персонажі з певного вигаданого всесвіту, такі фільми традиційні для Кінематографічного всесвіту Marvel.